# Iwajlo Petkow
Iwajlo Rumenow Petkow (bulgarisch Ивайло Руменов Петков; englische Transkription: Ivaylo Rumenov Petkov; * 24. März 1976 in Dolni Dabnik) ist ein ehemaliger bulgarischer Fußballspieler und -trainer.

## Spielerkarriere

### Verein
Petkow startete seine Profikarriere 1995 bei Spartak Plewen und wechselte nach zwei Jahren zu Litex Lowetsch. Mit diesem Verein wurde er in seiner ersten Saison Bulgarischer Meister.
Zur Saison 1998/99 wechselte er in die türkische 1. Lig zu İstanbulspor. Dieser Klub wurde drei Jahre zuvor vom Milliardär Cem Uzan aufgekauft. Dieser bediente sich hier als Mäzen und versuchte durch den Kauf von Stars und Talenten eine schlagkräftige Konkurrenz zu den drei großen Istanbuler Vereinen Galatasaray Istanbul, Fenerbahçe Istanbul und Beşiktaş Istanbul zu schaffen. In diesem Zusammenhang wurde auch Petkow eingekauft. Bei seinem neuen Arbeitgeber eroberte sich Petkow einen Stammplatz und behielt diesen bis zu seinem Abschied. Nachdem Uzan und mit ihm Istanbulspor in finanzielle Engpässe gerieten war, wurde das Projekt Istanbulspor aufgegeben und der Verein einem Insolvenzverwalter überlassen. Dieser verkaufte nach und nach alle Stars der Mannschaft an andere Vereine.
Nach der Insolvenz von Istanbulspor wurde Petkow im September 2003 an Fenerbahçe Istanbul abgegeben. Unter dem Cheftrainer Christoph Daum schaffte es Petkow zwar nicht zum Stammspieler, jedoch absolvierte er 16 Ligaspiele und wurde mit seinem Klub Türkischer Meister.
Zur Saison 2004/05 wechselte er zum russischen Verein FK Kuban Krasnodar. Bereits nach einem Jahr verließ er diesen Klub und kehrte in die Türkei zum Erstligisten MKE Ankaragücü zurück. Nach zwei Spielzeiten wurde er erneut von Krasnodar verpflichtet.
Im Frühjahr 2009 kehrte er zu Litex Lowetsch zurück und holte mit diesem Verein zum Saisonende den Bulgarischen Pokal. In den Spielzeiten 2009/10 und 2010/11 wurde er mit diesem Verein zweimal in Folge Bulgarischer Meister. In der Saison 2010/11 holte er zudem mit seinem Verein den Bulgarischen Supercup und beendete im Sommer 2011 seine Karriere.

### Nationalmannschaft
Petkow begann ab 1996 für die Bulgarische Nationalmannschaft aufzulaufen. Insgesamt absolvierte er 63 A-Länderspiele für Bulgarien und erzielte dabei drei Tore. Er stand im bulgarischen WM-Aufgebot 1998 und im EM-Aufgebot 2004.

## Trainerkarriere
Seit 2013 betreut Petkow den Verein FK Botew Lukowit als Cheftrainer.

## Erfolge
Mit Litex Lovech
- Bulgarischer Meister: 1997/98, 2009/10, 2010/11
- Bulgarischer Pokal: 2008/09
- Bulgarischer Supercup: 2010/11

Mit Fenerbahçe Istanbul
- Türkischer Meister: 2003/04